# James Herriot
James Herriot, občanským jménem James Alfred Wight (3. října 1916 Sunderland – 23. února 1995 Thirlby u Thirsku) byl britský veterinář a spisovatel, který proslul sérií knih o svém životě veterináře na skotském venkově. Jeho knihy byly přeloženy do mnoha jazyků a dočkaly se i filmových a televizních adaptací.

## Život
Narodil se 3. října 1916 v anglickém městě Sunderland. Rodiče, James a Hannah se brzy po svatbě přestěhovali do Glasgow ve Skotsku, kde James pracoval ve výrobně lodí a hrál na klavír v místním kině, zatímco Hannah byla švadlenou a zpěvačkou. James navštěvoval základní školu v Yokeru a poté střední školu v Glasgow. Rád chodil na dlouhé procházky se svým psem a láska ke zvířatům ho přivedla na myšlenku stát se zvěrolékařem. Měl rád sport, hlavně tenis a fotbal. Celý život byl velkým fotbalovým fanouškem. Prázdniny často trávil u příbuzných v Sunderlandu nebo v horách severní Anglie.
V roce 1939 ve svých 23 letech úspěšně ukončil studia na veterinární škole v Glasgowě. V lednu roku 1940 krátce pracoval pro majitele závodních chrtů v Sunderlandu. V červnu se přestěhoval do města Thirsk v hrabství Yorkshire blízko národního parku North York Moors, kde nastoupil na místo asistenta venkovského veterináře Donalda Sinclaira. V soukromé veterinární ordinaci v domě na Kirgate 23 pracoval až do konce života. Staral se hlavně o velká hospodářská zvířata na okolních farmách. 
Dne 5. listopadu 1941 se oženil s dcerou místního farmáře Joan Catherine Anderson Danburyovou. Společně vychovali dvě děti, přičemž James Alexandr (narozen 1943) se později stal také veterinářem a partnerem téže ordinace. Dcera Rosemary (narozena 1947) vystudovala medicínu a stala se lékařkou.

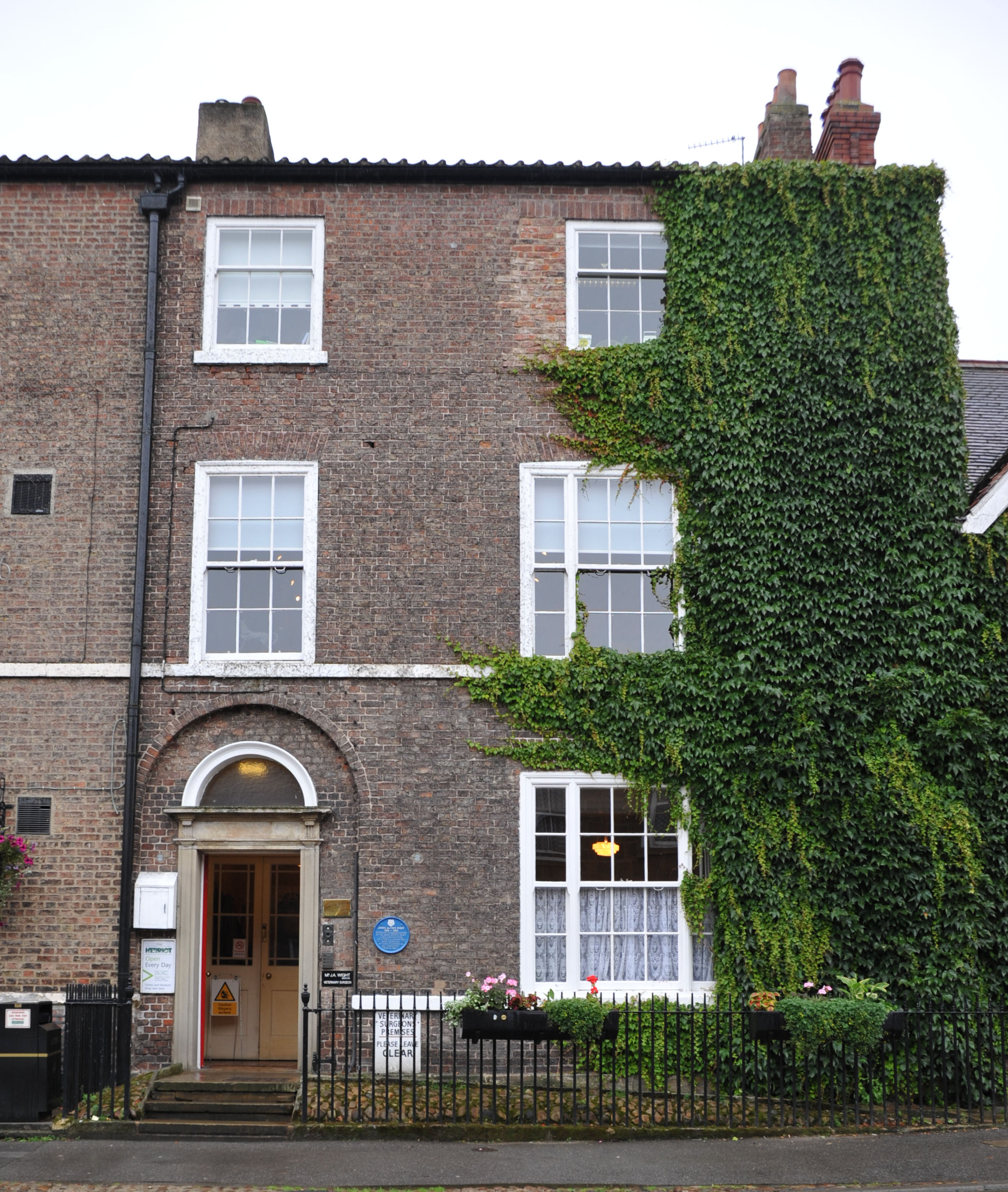
Dům v Thirsku, Kirkgate 23 s veterinární ordinací Jamese Herriota (nyní muzeum)

V  listopadu 1942 nastoupil jako dobrovolník k Royal Air Force. Po skončení služby u RAF se vrátil  k rodině do Thirska, kde v roce 1953 koupili dům v ulici Topcliffe Road. Z původní ordinace je dnes muzeum Svět Jamese Herriota, zatímco dům v Topcliffe Road je v soukromém vlastnictví a není přístupný veřejnosti. V roce 1977 se přestěhovali do šest kilometrů vzdálené vesnice Thirlby, kde Wight žil až do své smrti v roce 1995.
V šedesátých letech absolvoval jako veterinární doprovod cesty do Sovětského svazu (Litva) a Istanbulu.
Snil o psaní knih po celý život, ale vzhledem k jeho povolání, časovému vytížení a rodině se mu tento záměr nedařilo uskutečnit. Až v roce 1966 v padesáti letech začal psát, a to díky nátlaku manželky. Po několika odmítnutých rukopisech, které se týkaly fotbalu a jiných témat, se zaměřil na oblast, kterou znal nejlépe. V roce 1966 napsal první knihu Zvěrolékař na blatech, která se brzy stala hitem a zároveň základem jeho série knih o práci veterináře a o působení v Royal Air Force během druhé světové války. Vzhledem k zákonu, který zakazoval veterinářům reklamu, musel pro svou tvorbu používat pseudonym. Rozhodl se vystupovat pod jménem James Herriot poté, co se inspiroval skotským brankářem, který exceloval ve fotbalovém zápase mezi Manchester United a Birmingham City F.C.  Soubor povídek Zvěrolékař na blatech byl poprvé vydán ve Spojeném království roku 1970 nakladatelstvím Michaela Josepha. O dva roky později byl vydán další soubor povídek To by se zvěrolékaři stát nemělo. Ze začátku se povídky neprodávaly moc dobře, ale brzy se vše obrátilo k lepšímu díky Thomasu McCormackovi z newyorského nakladatelství St. Martin, který se rozhodl vydat soubory jako jedinou knihu. Výsledkem byla kniha All Creatures Great and Small (1978; v ČR nebyla vydána), která se doslova přes noc stala trhákem. Následovala četná pokračování, filmy a velmi úspěšná televizní adaptace.
Od té doby dělil svůj čas mezi práci veterináře a psaní. Psal po večerech, po práci, někdy i dlouho do noci. V roce 1980 odešel do důchodu, ale téměř deset let ještě vykonával veterinární praxi na částečný úvazek. V roce 1979 obdržel Alfred Wight od královny Alžběty II. Řád britského impéria a také čestný doktorát od edinburské Heriot-Watt University. V roce 1991 mu byla zjištěna rakovina prostaty. Podstoupil četné léčebné procedury, ale nakonec zemřel 23. února 1995 ve věku 78 let ve svém domě v Thirlby. Jeho popel byl rozptýlen na vřesovišti na kopci Sutton Bank v národním parku North York Moors v Severním Yorkshiru.
Dne 29. června 2009 byl po něm pojmenován vlak jezdící ze Sunderlandu do Londýna. Obřad byl zorganizován jeho dcerou Rosie a synem Jamesem, který napsal o svém otci vzpomínkovou knihu Skutečný James Herriot (The Real James Herriot). Jeho sláva významně podpořila turistický ruch města Thirsk. Ve spojitosti s ním v tomto městě dodnes funguje muzeum Svět Jamese Herriota (nachází se v ulici Kirkgate 23, kde byla původní praxe) a hostinec Darrowby Fayre. Velmi též zpopularizoval profesi veterináře a obrátil k ní pozornost mnoha svých čtenářů.

## Literární tvorba
Wightovy knihy jsou autobiografické pouze z části. Proto by postavy a příběhy neměly být považovány za zcela skutečné. Vzhledem k tomu můžeme jeho tvorbu považovat za fikci. Dokonce i skutečné příběhy a postavy byly převyprávěny tak, že chronologicky neodpovídají jeho životu. Syn James v biografii o svém otci uvádí, že mnoho povídek bylo umístěno do doby 30. a 40. let, ale ve skutečnosti se odehrály až o 20 či 30 let později.
Město Darrowby, jak ve svých knihách nazývá své působiště, je inspirováno městy Thirsk a Sowerby. Také přejmenoval svého společníka Donalda Sinclaira a jeho bratra Briana Sinclaira na Sigfrieda a Tristana.
Z historického hlediska povídky napomáhají dokumentaci vývoje zvěrolékařství v minulém století: zemědělství se přesouvalo od tradičního používání tažných zvířat (v Anglii zejména koní) k mechanizaci a medicína se právě zabývala objevováním antibiotik a jiných látek, které nahradily mnoho stále ještě používaných zastaralých farmaceutických výrobků. Tyto a jiné sociologické faktory během 20. století velmi ovlivnily a zlepšily zvěrolékařství: na začátku minulého století trávili zvěrolékaři všechen čas ošetřováním dobytka, ovcí, koní a jiných hospodářských zvířat. Na konci tisíciletí se většina veterinářských praxí zabývá hlavně, nebo pouze, ošetřováním malých zvířat, např. psů, koček a jiných domácích mazlíčků. Ve svých povídkách občas vystupuje z role vypravěče a vysvětluje, jak primitivní bylo soudobé zvěrolékařství. Některé příběhy uvádějí tehdy novátorské léčebné postupy, např. hysterektomii kočky nebo jeho první provedený císařský řez, který málem skončil katastrofou.
Na jeho knihy je často odkazováno jako na „zvířecí příběhy“ (on sám je nazýval jako své malinké „psí a kočičí povídky“), protože pojednávaly zejména o životě venkovského zvěrolékaře, v jehož životě hrají zvířata klíčovou roli. Existuje jen málo povídek, které se netýkají zvířat (zejména příběhy, kde popisuje vztah s Helen), ale je možno tvrdit, že obecným tématem povídek je venkov v Yorkshire, jehož obyvatelé a zvířata dávají povídkám výrazné a nevšední vlastnosti. Povídky, v nichž autor líčil příhody a historky ze své veterinární praxe a zároveň vykresloval svět rázovitých obyvatel Yorkshiru, si podmanily čtenáře svým jemným humorem a životním optimismem.
Knihy posloužily jako předlohy pro filmy a televizní seriály. První filmy byly natočeny v roce 1975. Společnost BBC produkovala televizní seriál s názvem All Creatures Great and Small s celkem 90 epizodami. Další stejnojmenný seriál byl natočen v roce 2020.
V roce jeho smrti byl publikován výběr Reader's Digest (96. díl, 1973 #5), který se díky otištění All Creatures Great And Small stal nejpopulárnějším dílem v historii Reader's Digest. Poslední Wightova kniha Zvěrolékař a jeho přátelé se ihned dostala na seznam deseti britských top bestsellerů a již v prvním vydání bylo v USA vytištěno na 865 000 kopií.

## Dílo
Knihy pro dospělé
původní vydání ve Velké Británii
- Zvěrolékař na blatech (1970) v anglickém originále "If Only They Could Talk"
- To by se zvěrolékaři stát nemělo (1972) v anglickém originále "It Shouldn't Happen to a Vet"
- Zvěrolékař má namále (1973) v anglickém originále "Let Sleeping Vets Lie"
- Zvěrolékař v chomoutu (1974) v anglickém originále "Vet in Harness"
- Zvěrolékař jde do boje (1976) v anglickém originále "Vets Might Fly"
- Zvěrolékař v povětří (1977) v anglickém originále "Vet in a Spin"
- Zvěrolékař opět v jednom kole (1981) v anglickém originále "The Lord God Made Them All"
- Zvěrolékař a jeho přátelé (1992) v anglickém originále "Every Living Thing"

Knihy pro děti
- Only One Woof
- Moses the Kitten
- The Christmas Day Kitten
- Oscar, Cat-About-Town
- Smudge, the Little Lost Lamb
- The Market Square Dog
- Blossom Comes Home
- Bonny's Big Day
- James Herriot's Treasury for Children

V češtině vyšla jako první knížka To by se zvěrolékaři stát nemělo (It Shouldn't Happen To A Vet) v roce 1978 v nakladatelství Práce, které v osmdesátých letech vydalo další Herriotovy tituly. 